# Cristian Nasuti
Cristian Nasuti est un ancien footballeur argentin, né le 6 septembre 1982 à San Martín, province de Buenos Aires, en Argentine. Il évoluait au poste de défenseur central.

## Biographie
Cristian Nasuti débute au Club Atlético Regional Villa Libertad (es), club de la banlieue de San Martín, sa ville de naissance, en  Liga Chaqueña de fútbol (es).
En 1999, le CA Platense, club de deuxième division argentine le recrute et il joue durant la saison 1999-2000 avec l'équipe réserve. Entre 2000 et 2002, il jouera 20 matchs de championnat, avant d’être prêté la saison suivante au Club Atlético River Plate.
Avec le CA River Plate, il évolue avec l’équipe réserve tout au long de cette saison. Joueur prometteur, le River reconduit son prêt pour une année supplémentaire.
Le 30 novembre 2003, il joue son premier match professionnel contre le CA Lanús, le match se termine sur la victoire de River (2-0). Il revêt le maillot floqué du numéro 13 quinze fois lors de cette saison. En Copa Libertadores, il prend part à 6 matchs, l’équipe se hisse en demi-finale de la compétition et affronte, son grand rival, le Boca Juniors tenant du titre. Au match aller, au stade de La Bombonera, Boca Juniors s’impose 1-0. Au match retour, dans un Stade Monumental plein à craquer, et alors qu’il reste moins d’une minute à jouer les deux équipes sont à égalité 1 à 1. Lucho González, premier buteur pour River, obtient une faute, et Fernando Cavenaghi se charge de tirer le coup franc que Cristian Nasuti reprend victorieusement de l’intérieur du pied gauche, offrant ainsi les prolongations. River s’incline finalement dans la séance de tirs au but.
Le club argentin décide de lever l’option d’achat, et il signe alors un contrat jusqu’en juin 2011. En 2004-2005, il joue 14 matchs de championnat et 2 en Copa Libertadores. Il porte le brassard de capitaine au cours de certaines rencontres, et remporte en fin de saison le championnat de Clôture. 
Au mois de janvier 2005, il rejoint sous forme de prêt le Mexique et le club du CA Morelia pour une durée de 18 mois. Il dispute 16 des 17 matchs du tournoi de clôture du championnat mexicain, et le club se fait éliminer en demi-finale de « La Liguilla ». La saison suivante, il joue la totalité des matchs de la saison. Le club se fait  éliminer en quart de finale de La Liguilla, face au futur vainqueur le CF Pachuca.
De retour à River Plate, il dispute 20 matchs en 2006-2007. La saison suivante, il remporte un second titre avec le club argentin, le championnat de Clôture mais des ennuis physique ne lui font disputer que 5 parties.
En 2008-2009, Cristian Nasuti part de nouveau en prêt et rejoint le CA Banfield, avec un maillot floqué du numéro 32, où il dispute une saison pleine. De retour du CA Banfield, il est de nouveau prêté au club grec de l’Aris Salonique, avec un maillot floqué du numéro 15.
Avec l'Aris, « El tano » termine à la 5e place de championnat et dispute la finale de la coupe de Grèce face au Panathinaïkos. L'Aris s'incline 1 à 0 sur un but de Sebastián Leto son compatriote, à la 63e minute. Le club souhaite le conserver et décide de faire une offre à River Plate de 250 000 euros. L'offre est refusée, l'option d'achat fixée par le club argentin étant d'1 million d'euros et Cristian rentre en Argentine.
Non désiré par le staff technique, il est prêté à l’AEK Athènes après avoir été approché par le Gaziantepspor. De retour en Grèce, il dispute son premier match de Ligue Europa 2010-2011 en tant que titulaire au Stade Petrovski, en Russie, face au Zénith Saint-Pétersbourg pour le compte de la deuxième journée des poules. Mené 2-0 après 13 minutes de jeu, puis 2-1, Milorad Mazic l’arbitre de la rencontre l’expulse après 41 minutes et l’AEK s’incline 4-2. Il retrouve sa place de titulaire lors de la quatrième journée, face à Anderlecht, au Stade Olympique devant 11 113 spectateurs et joue l’intégralité de la rencontre  (1-1). Sur les 30 matchs de championnat, il en dispute 18 et le club termine à la 3e place, à 25 points du champion, l'Olympiakós, et à 10 points du Panathinaïkos. En coupe de Grèce, il prend part à l'intégralité de 3 matchs, mais ne joue pas la finale que l'équipe remporte  face à Atromitos sur le score de 3-0.

## Publicité
En février 2009, il est choisi par Clarín pour représenter la Ligue Fantastique El Gran DT créé en 1995, concours en ligne rassemblant plus de 3 millions d’internautes argentins.

## Palmarès
- Vainqueur du Championnat de Clôture en 2004 et 2008 avec River Plate.
- Finaliste de la Coupe de Grèce en 2010 avec l’Aris Salonique.